# Bergermühle

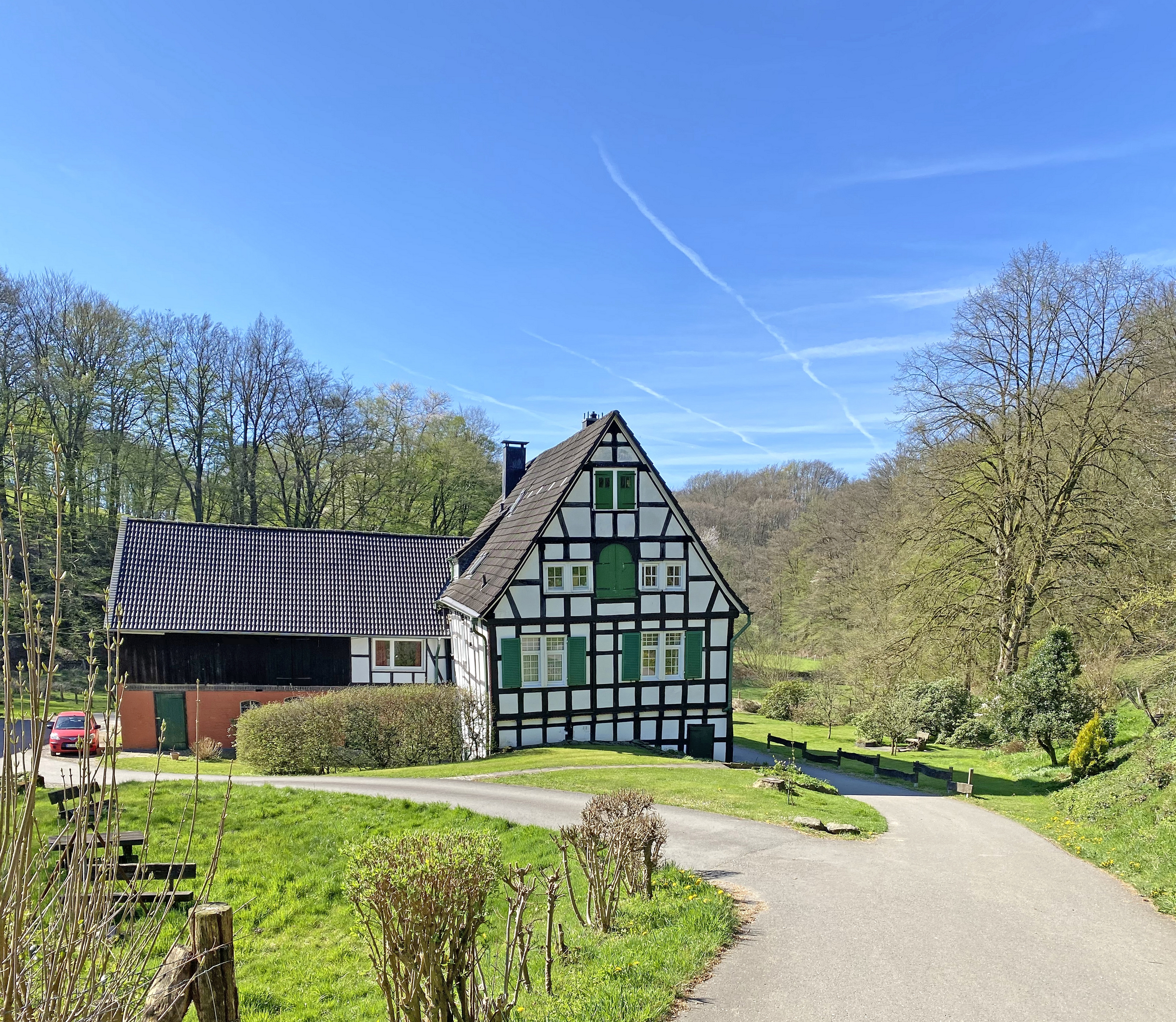
Die Bergermühle im Eifgenbachtal

Die Bergermühle liegt am Eifgenbach östlich von Im Berg, nördlich von Assmannskotten und westlich von Eipringhausen in Wermelskirchen in Nordrhein-Westfalen.

## Geschichte
Sie wird erstmals im Jahre 1420 genannt im Zusammenhang mit einem Sybel im Bergh.
Über viele Generationen und Familien wird 1622 erstmals ein Peter Molinäus genannt, dessen Familie die Mühle besitzt. Bei Peter Molinäus tagt in diesem  Jahr die Bergische Provinzial-Synode der Solinger Klasse.
Der Sohn, auch Peter Molinäus genannt, erbaute 1654 das heutige Haus wie der Hausspruch ausweist: 
Wo Gott zum hauß nit gibt sin gunst, So ist all arbeit umbsunst. Anno 1654.
Gemäß Schatz- und Steuerbuch von Wermelskirchen aus dem Jahre 1684 zahlt der Peter Müller(Molinäus) die höchste Steuer in der Niederhonschaft mit 1914 Taler, 42 Stüber und vier Heller.
Nach dem Burger Lagerbuch von 1690 gibt der Peter im Berg einen Malter Roggen an die Kellnerei.
An der Eventual-Erbhuldigung von 1730 nimmt der Peter Müller (Molinäus), wohl der Sohn, teil.
Im Jahre 1750 heißt es, die Mühle im Berg hat Peter. Er gibt zu Martini einen Reichstaler.
Ein Prozess der Witwe Wilhelm Molinäus und Vormünder deren Kinder, geführt gegen Kameralfischereipächter Andreas Disselhoff und Peter Erbsloher, wegen Fischerei im Eifgenbach ist 1773 anhängig.
1778 kauft der Arnold Molinäus den am sogenannten Reisberger Kameralbusch gelegenen Hutzhammerplatz unterhalb der Neuenmühle am Eifgenbach (auf einem Teil dieser Fläche liegt heute ein Wandererparkplatz).
Im Jahre 1829 verkauft die Familie Molinäus die Mühle an Johann Wilhelm Frowein von der Neuenhöhe für 6800 Taler.
Im Jahre 1891 kauft Max Molineus, aus Barmen, ein Nachkomme der Familie, die Mühle von Carl Frowein für 39.000 Mark zurück.
In der topografischen Karte des Jahres 1938 ist das Gelände zum letzten Mal durch ein Mühlensymbol gekennzeichnet.
Im Jahre 1966 verbrachte der Komponist Casimir von Pászthory hier die letzten Tage seines Lebens.
Das stattliche Gebäude dient heute Wohnzwecken.

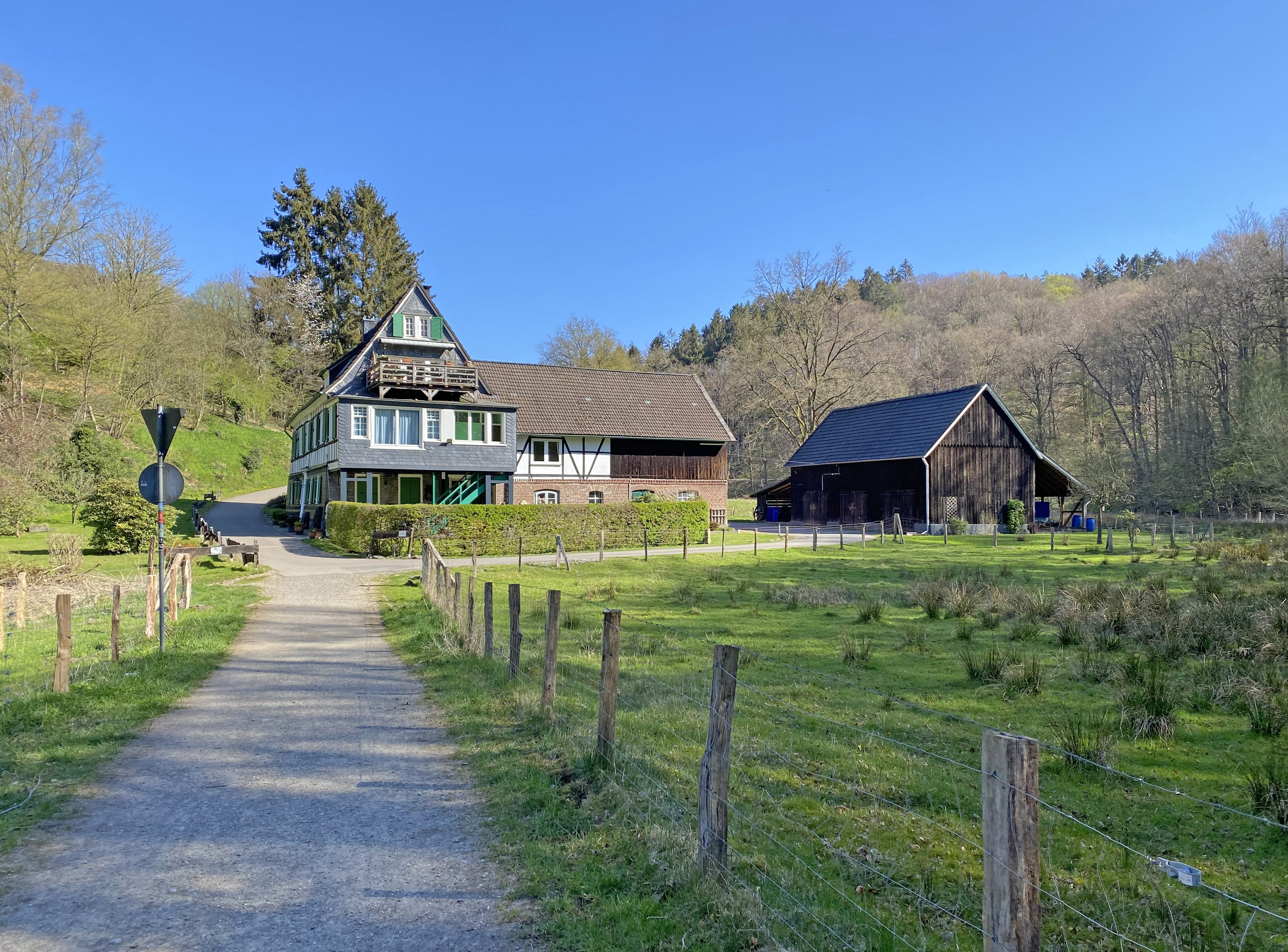
Bergermühle von Süden
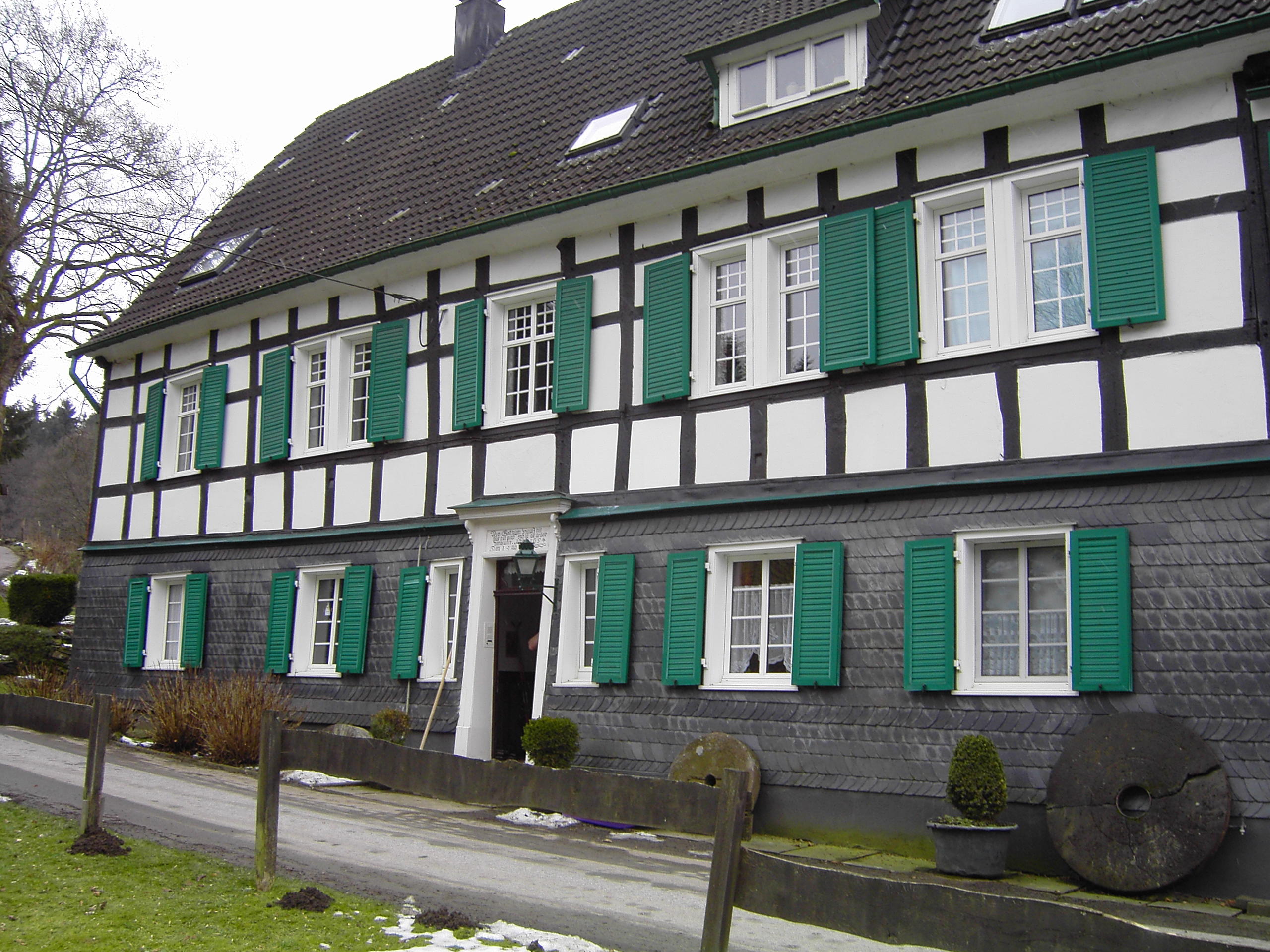
Die Bergermühle 2010
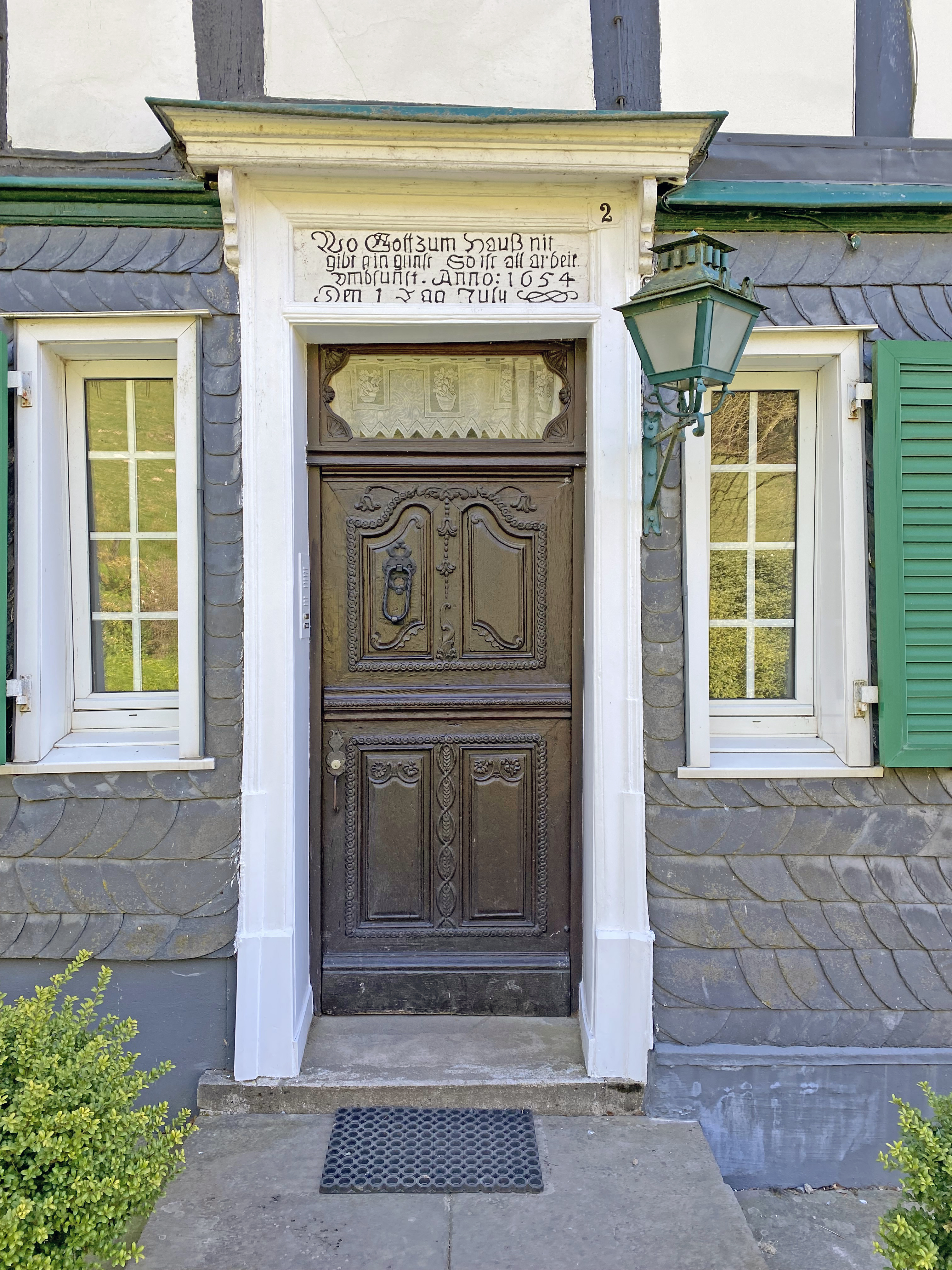
Die Eingangstür mit Hausspruch von 1654